# Reijo Ruotsalainen
Reijo Juhani „Rexi“ Ruotsalainen (* 1. April 1960 in Oulu) ist ein ehemaliger finnischer Eishockeyspieler und -trainer, der im Verlauf seiner aktiven Karriere zwischen 1975 und 1998 unter anderem 532 Spiele für die New York Rangers, Edmonton Oilers und New Jersey Devils in der National Hockey League auf der Position des Verteidigers bestritten hat. Darüber hinaus war Ruotsalainen als Spieler in seinem Heimatland und in der Schweiz aktiv. Neben dem Gewinn des finnischen und Schweizer Meistertitels gewann er in den Jahren 1987 und 1990 jeweils den Stanley Cup mit den Edmonton Oilers. Als Trainer war der 122-fache finnische Nationalspieler zwischen 1998 und 2014 in den Vereinigten Staaten, Finnland, Österreich und Deutschland tätig.

## Karriere
Seine Karriere begann Ruotsalainen 1979 bei Oulun Kärpät, mit dem er 1981 den finnischen Meistertitel gewann. Bereits beim NHL Entry Draft 1980 hatten die New York Rangers ihn als 119. ausgewählt. Am 5. Oktober 1981 bestritt Reijo Ruotsalainen im New Yorker Madison Square Garden vor 17.000 Zuschauern sein erstes NHL-Spiel. Die Detroit Red Wings wurden 5:1 bezwungen, wobei Ruotsalainen einen Assist beisteuerte.
Der Finne bestritt über 500 NHL-Spiele für die New York Rangers, die New Jersey Devils und die Edmonton Oilers, mit denen er zweimal den Stanley Cup gewann. Schließlich folgten sechs Saisons beim SC Bern (1986/87; 1988/89; 1990–1993 und 1994/95) mit drei Schweizer-Meistertiteln und einer Saison in Schweden beim HV71 Jönköping. Die Saison 1995/96 bestritt er beim Zürcher Schlittschuhclub (ZSC Lions) und ließ danach seine aktive Laufbahn bei seinem Stammverein Oulun Kärpät (1996 bis 1998) in der zweitklassigen I-divisioona ausklingen.
Zwischen 2007 und 2012 war Ruotsalainen als Assistenztrainer beim EC Red Bull Salzburg engagiert, mit denen er in der Folgezeit mehrmals die österreichische Meisterschaft gewann. Zuletzt war er in der Saison 2013/14 Assistenztrainer der Kölner Haie unter Uwe Krupp.

## Spielweise
Ruotsalainen wies aufgrund eher geringer Körpergröße und Gewicht physische Defizite auf, die er durch enorme Schnelligkeit, erstklassiges Stockspiel und präzise Schüsse kompensierte. Eine weitere Stärke waren seine Qualitäten bei Überzahlsituationen.

## Erfolge und Auszeichnungen
| - 1977 Meister der I-divisioona und Aufstieg in die SM-liiga mit Kärpät Oulu - 1980 Bester Verteidiger der SM-liiga - 1980 All-Star-Team der SM-liiga - 1981 Finnischer Meister mit Kärpät Oulu - 1981 Bester Verteidiger der SM-liiga - 1981 All-Star-Team der SM-liiga - 1986 NHL All-Star Game - 1987 Stanley-Cup-Gewinn mit den Edmonton Oilers - 1989 Schweizer Meister mit dem SC Bern - 1990 Stanley-Cup-Gewinn mit den Edmonton Oilers | - 1991 Schweizer Meister mit dem SC Bern - 1991 All-Star-Team der Nationalliga A - 1992 Schweizer Meister mit dem SC Bern - 1998 Meister der I-divisioona mit Kärpät Oulu - 2000 Aufnahme in die Finnische Eishockey-Ruhmeshalle - 2004 Finnischer Meister mit Kärpät Oulu (als Assistenztrainer) - 2008 Österreichischer Meister mit dem EC Red Bull Salzburg (als Assistenztrainer) - 2010 IIHF-Continental-Cup-Gewinn mit dem EC Red Bull Salzburg (als Assistenztrainer) - 2010 Österreichischer Meister mit dem EC Red Bull Salzburg (als Assistenztrainer) - 2011 Österreichischer Meister mit dem EC Red Bull Salzburg (als Assistenztrainer) |

### International
- 1976 Bronzemedaille bei der Junioren-Europameisterschaft
- 1980 Silbermedaille bei der Junioren-Weltmeisterschaft
- 1980 Bester Verteidiger der Junioren-Weltmeisterschaft
- 1980 All-Star-Team der Junioren-Weltmeisterschaft
- 1988 Silbermedaille bei den Olympischen Winterspielen

## Karrierestatistik

### International
Vertrat Finnland bei:
| - U19-Junioren-Europameisterschaft 1976 - Junioren-Weltmeisterschaft 1977 - U18-Junioren-Europameisterschaft 1977 - Junioren-Weltmeisterschaft 1978 - Weltmeisterschaft 1978 - Junioren-Weltmeisterschaft 1979 - Weltmeisterschaft 1979 | - Junioren-Weltmeisterschaft 1980 - Weltmeisterschaft 1981 - Canada Cup 1981 - Weltmeisterschaft 1985 - Canada Cup 1987 - Olympischen Winterspielen 1988 - Weltmeisterschaft 1989 |

(Legende zur Spielerstatistik: Sp oder GP = absolvierte Spiele; T oder G = erzielte Tore; V oder A = erzielte Assists; Pkt oder Pts = erzielte Scorerpunkte; SM oder PIM = erhaltene Strafminuten; +/− = Plus/Minus-Bilanz; PP = erzielte Überzahltore; SH = erzielte Unterzahltore; GW = erzielte Siegtore; 1 Play-downs/Relegation; Kursiv: Statistik nicht vollständig)